# Yamil Asad
Yamil Rodrigo Asad (San Antonio de Padua, 27 de julho de 1994), conhecido por Yamil Asad, é um futebolista argentino que joga como meia. Defende atualmente o Universidad Católica.

## Carreira
Asad começou a sua carreira nas categorias de base do Vélez Sársfield e foi promovido para os profissionais pelo treinador Ricardo Gareca. Estreou em 2013, na derrota por 1 a 0 para o Colón. Fez parte do time que foi campeão da Supercopa Argentina.

## Vida pessoal
Yamil Asad é filho do ex-atacante do Vélez Sársfield Omar Asad, que fez o segundo gol da vitória por 2 a 0 sobre o Milan na Copa Europeia/Sul-Americana de 1994, mesmo ano do nascimento de Yamil.

## Títulos
Vélez Sársfield
- Supercopa Argentina: 2013